# Нападение 60-футовых секс-бомб
«Нападение 60-футовых секс-бомб» (англ. Attack Of The 60ft Centerfold) — американский художественный фильм 1995 года, комедия, снятая режиссёром Фредом Оленом Рэем. В России фильм также известен под названием «Нападение шестидесятифутовой девушки с обложки». Этот фильм является пародией на фильм «Атака 50-футовой женщины» 1958 года.
Главные роли в этом фильме исполнили Тэмми Паркс, Джани Норт, Рэйлин Саалман, Джон Лазар и Тим Эбелл.

## Сюжет
Скоро должен завершиться конкурс «Фото года». Финалистка этого конкурса Энджел хочет победить. Но она недовольна размерами своей груди и хочет её увеличить. На помощь ей приходит доктор Линдстром, который изобрёл чудо-лекарство. Приём небольшой дозы препарата должен позволить решить Энджел её кажущуюся проблему. Но девушка хочет большего и жадничает — принимает слишком большую дозу. В итоге она начинает очень быстро расти и достигает роста 60 футов.
Но и конкуренты Энджел и доктора Линдстрома не дремлют — остальные финалистки тоже стремятся к победе, а медицина им помогает. В результате девушки тоже начинают расти, и устраивают между собой борьбу, разрушая большую часть зданий в районе Голливуда в Лос-Анджелесе.

## В ролях
- Джани Норт — Энджел Грейс
- Тамми Паркс — Бетти
- Рэйлин Саалман — Инга
- Тим Эбелл — Марк, фотограф
- Тед Монте — Вильсон
- Джон Лазар — доктор Линдстром
- Джон Ричардсон — Боб Гордон
- Мишель Бауэр — доктор Джойс Мэн
- Джордж Стовер — доктор Эрик Крамер
- Никки Фриц — Росита
- Росс Хаген — водитель грузовика
- Расс Тэмблин — заправщик
- Томми Кирк — пассажир
- Стенли Ливингстон — Глен Мэннинг